# Herbert Sosa
Herbert Arnoldo Sosa Burgos (San Salvador, El Salvador, 11 de enero de 1991), es un futbolista que se desempeña como mediocampista y su actual club es el Club Deportivo Dragón de la Primera División de El Salvador.

## Trayectoria
Comenzó su carrera en 2007 con el Club Deportivo Chalatenango de su país, debutando como profesional el 23 de septiembre de 2007 en un juego contra Once Municipal. Sosa jugó una temporada con los chalatecos hasta ser traspasado al Alianza Fútbol Club a principios de 2008. A mediados de 2014 es cedido a préstamo al Club Deportivo Juventud Independiente, donde acumuló un total de 33 apariciones y anotó 8 goles durante una temporada en el club opicano. En 2015 regresó al Alianza una vez finalizado el lapso del préstamo, para jugar el torneo apertura 2015. En el conjunto blanco, se ha hecho con 2 títulos y  4 subcampeonatos.

## Selección
Sosa debutó internacionalmente con la Selección de fútbol de El Salvador el 8 de octubre de 2010, en un amistoso contra la Selección de fútbol de Panamá. El 16 de enero de 2011 disputó su primer juego en un torneo internacional contra la Selección de fútbol de Belice, en la Copa Centroamericana. Anotó su primer gol en el Memorial Robert F. Kennedy en un amistoso contra la Selección de fútbol de Venezuela.

## Clubes
Actualizado al último partido jugado el 1 de mayo de 2024.
| Club Deportivo Chalatenango · El Salvador           | 1.ª                 | 2007-08             | 7   | 0  | - | - | -  | - | 7   | 0  |
| Club Deportivo Chalatenango · El Salvador           | Total               | Total               | 7   | 0  | 0 | 0 | 0  | 0 | 7   | 0  |
| Alianza Fútbol Club · El Salvador                   | 1.ª                 | 2008-09             | 2   | 0  | - | - | -  | - | 2   | 0  |
| Alianza Fútbol Club · El Salvador                   | 1.ª                 | 2009-10             | 1   | 0  | - | - | -  | - | 1   | 0  |
| Alianza Fútbol Club · El Salvador                   | 1.ª                 | 2010-11             | ?   | 1  | - | - | -  | - | ?   | 1  |
| Alianza Fútbol Club · El Salvador                   | 1.ª                 | 2011-12             | 26  | 2  | - | - | 2  | 0 | 28  | 2  |
| Alianza Fútbol Club · El Salvador                   | 1.ª                 | 2012-13             | 33  | 2  | - | - | -  | - | 33  | 2  |
| Alianza Fútbol Club · El Salvador                   | 1.ª                 | 2013-14             | 28  | 2  | - | - | -  | - | 28  | 2  |
| Alianza Fútbol Club · El Salvador                   | Total               | Total               | 90  | 7  | 0 | 0 | 2  | 0 | 92  | 7  |
| Club Deportivo Juventud Independiente · El Salvador | 1.ª                 | 2014-15             | 33  | 8  | - | - | -  | - | 33  | 8  |
| Club Deportivo Juventud Independiente · El Salvador | Total               | Total               | 33  | 8  | 0 | 0 | 0  | 0 | 33  | 8  |
| Alianza Fútbol Club · El Salvador                   | 1.ª                 | 2015-16             | 39  | 12 | - | - | -  | - | 39  | 12 |
| Alianza Fútbol Club · El Salvador                   | 1.ª                 | 2016-17             | 44  | 12 | - | - | 4  | 0 | 48  | 12 |
| Alianza Fútbol Club · El Salvador                   | 1.ª                 | 2017-18             | 41  | 10 | - | - | 1  | 0 | 42  | 10 |
| Alianza Fútbol Club · El Salvador                   | 1.ª                 | 2018-19             | 39  | 1  | - | - | 2  | 0 | 41  | 1  |
| Alianza Fútbol Club · El Salvador                   | Total               | Total               | 163 | 35 | 0 | 0 | 7  | 0 | 170 | 35 |
| Santa Tecla Fútbol Club · El Salvador               | 1.ª                 | 2019-20             | 25  | 5  | - | - | 2  | 0 | 27  | 5  |
| Santa Tecla Fútbol Club · El Salvador               | Total               | Total               | 25  | 5  | 0 | 0 | 2  | 0 | 27  | 5  |
| Asociación Deportiva Isidro Metapán · El Salvador   | 1.ª                 | 2020-21             | 31  | 4  | - | - | -  | - | 31  | 4  |
| Asociación Deportiva Isidro Metapán · El Salvador   | 1.ª                 | 2021                | 8   | 0  | - | - | -  | - | 8   | 0  |
| Asociación Deportiva Isidro Metapán · El Salvador   | Total               | Total               | 39  | 4  | 0 | 0 | 0  | 0 | 39  | 4  |
| Club Deportivo Luis Ángel Firpo · El Salvador       | 1.ª                 | 2022                | 20  | 0  | - | - | -  | - | 20  | 0  |
| Club Deportivo Luis Ángel Firpo · El Salvador       | Total               | Total               | 20  | 0  | 0 | 0 | 0  | 0 | 20  | 0  |
| Club Deportivo Dragón · El Salvador                 | 1.ª                 | 2022-23             | 23  | 1  | - | - | -  | - | 23  | 1  |
| Club Deportivo Dragón · El Salvador                 | Total               | Total               | 23  | 1  | 0 | 0 | 0  | 0 | 23  | 1  |
| Jocoro Fútbol Club · El Salvador                    | 1.ª                 | 2023-24             | 42  | 3  | - | - | 3  | 0 | 45  | 3  |
| Jocoro Fútbol Club · El Salvador                    | Total               | Total               | 42  | 3  | 0 | 0 | 3  | 0 | 45  | 3  |
| Total en su carrera                                 | Total en su carrera | Total en su carrera | 442 | 63 | 0 | 0 | 14 | 0 | 456 | 63 |
| (2) No incluye goles en partidos amistosos.         |                     |                     |     |    |   |   |    |   |     |    |

Inferiores
| Club        | País        | Año         |
| ----------- | ----------- | ----------- |
| FundaMágico | El Salvador | 2005 - 2007 |

### Selección nacional
| Selección                                  | Año                 | Partidos | Goles |
| ------------------------------------------ | ------------------- | -------- | ----- |
| El Salvador Sub-23                         |                     |          |       |
| 2011                                       | 1                   | 0        |       |
| 2012                                       | 3                   | 0        |       |
| Total en su carrera                        | Total en su carrera | 4        | 0     |
| El Salvador                                |                     |          |       |
| 2010                                       | 2                   | 0        |       |
| 2011                                       | 5                   | 2        |       |
| 2012                                       | 2                   | 0        |       |
| 2013                                       | 4                   | 0        |       |
| 2014                                       | 1                   | 0        |       |
| 2015                                       | 1                   | 0        |       |
| 2016                                       | 0                   | 0        |       |
| 2017                                       | 4                   | 0        |       |
| Total en su carrera                        | Total en su carrera | 19       | 2     |
| Estadísticas hasta el 23 de marzo de 2017. |                     |          |       |

### Palmarés
| Título          | Club    | País        | Año  |
| --------------- | ------- | ----------- | ---- |
| Torneo Clausura | Alianza | El Salvador | 2011 |
| Torneo Apertura | Alianza | El Salvador | 2015 |
| Torneo Apertura | Alianza | El Salvador | 2017 |
| Torneo Clausura | Alianza | El Salvador | 2018 |